# Синдром Дента
Синдром Дента — редкий Х-сцепленный рецессивный гипофосфатемический рахит, который поражает проксимальные почечные канальцы почек. Вызван мутацией гена хлоридного канала (CLCH5-ген), локализованного на хромосоме Хр11.22. Проявляется синдромом Фанкони, тубулярной протеинурией, нефрокальцинозом, нефролитиазом и прогрессированием до хронической почечной недостаточности. Лабораторно отмечают повышение кальцитриола, гиперкальциурия, гипофосфатемия.
Был впервые описан Ч. Э. Дентом и М. Фридманом в 1964 году.

## Признаки и симптомы
Синдром Дента часто проявляется следующими признаками и симптомами:
- Сильная жажда в сочетании с обезвоживанием, что приводит к частому мочеиспусканию.
- Нефролитиаз (камни в почках)
- Гиперкальциурия
- Аминоацидурия (аминокислотурия)
- Фосфатурия (наличие в моче солей фосфорной кислоты)
- Гликозурия
- Калий в моче
- Чрезмерное количество мочевой кислоты в моче
- Закисления мочи
- Рахит

В исследовании с участием 25 пациентов с синдромом Дента, 9 из 15 мужчин и одна из 10 женщин достигают терминальной стадии болезни почек к 47 годам.

## Лечение
На сегодняшний день не известно никакого согласованного лечения синдрома Дента, и никакая терапия не была официально принята. Лечение направлено на профилактику камнеобразования. Большинство лечебных мероприятий носят поддерживающий характер:
- Тиазидные диуретики (например, гидрохлоротиазид) успешно используются для снижения выхода кальция с мочой, но также известно, что они вызывают гипокалиемию.
- Амилорид также увеличивает реабсорбцию кальция в дистальных канальцах и используется в качестве терапии идиопатической гиперкальциурии.
- Пациенты с остеомаляцией применяли витамин D или его производные, по-видимому, с успехом.
- Долгосрочный контроль гиперкальциурии с помощью диеты с высоким содержанием цитратов может замедлить прогрессирование заболевания почек[3].

## История
Синдром Дента был впервые описан Чарльзом Энрике Дентом и М. Фридманом в 1964 году, когда они сообщили о двух британских мальчиках, которые не были связаны родственными узами, и у обоих был диагностирован рахит, связанный с повреждением почечных канальцев, характеризующийся гиперкальциурией, гиперфосфатурией, протеинурией и аминоацидурией. Название этому набору симптомов было дано лишь 30 лет спустя, когда нефролог Оливер Вронг более полно описал заболевание. Вронг учился у Дента и решил назвать болезнь в честь своего наставника.
Синдром Дента — это генетическое заболевание, вызванное мутациями в гене хлорного канала почечных канальцев CLCN5. Он проявляется низкомолекулярной протеинурией, гиперкальциурией, аминоацидурией и гипофосфатемией. Из-за довольно редкого возникновения болезнь Дента часто диагностируется как идиопатическая гиперкальциурия, то есть избыток кальция в моче по неустановленным причинам.